# Johann Nicola Baur
Johann Nicola Baur (* 18. Juni 1808 in Adenau; † 1. Mai 1874 in Aachen) war ein deutscher Kaufmann und langjähriger preußischer Abgeordneter.

## Leben
Baur war Sohn des Kaufmanns und Wollwebers Anton Baur (1777–1842) und Agnes van Schellenbeck (1778–1829). Er besuchte die Volksschule in seinem Heimatort und wechselte dann zur höheren Schule in Stavelot in Belgien. Anschließend absolvierte er eine kaufmännische Ausbildung im väterlichen Handelsgeschäft, dessen Leitung er 1830 übernahm. Er heiratete am 23. November 1830 in Cochem, Mosel, in erster Ehe Barbara Comes (1806–1837), die Tochter des Kreisarztes und Kunstsammlers Johann Lambert Joseph Comes (1774–1856) und Anna Katharina (Schlink) Comes (1783–1858). Aus der Ehe gingen vier Kinder hervor. Am 26. November 1838 heiratete er in Düren die Witwe Richmunda Bongards (1817–1843). Aus dieser Ehe stammten zwei Kinder. Nicht zuletzt wegen der Erziehung der Kinder heiratete Baur am 3. Juli 1844 in Mainz Friederike Hechtelberger (1825–1890), die Tochter eines Mainzer Weingutsbesitzers, Bäckermeisters und Gastwirt des „Schützenhofes“. Diese Ehe dauerte dreißig Jahre. Aus ihr gingen elf Kinder hervor. 
Neben seiner kaufmännischen Tätigkeit war Baur auch politisch tätig. Erste Erfahrungen sammelte er in der Kommunalpolitik seines Heimatortes. Er war 1848 ehrenamtlicher Beigeordneter der Bürgermeisterei Adenau. Als nach dem Beginn der Märzrevolution Unruhen auszubrechen drohten, gelang es Baur, die Menge zu beruhigen. Sein Bruder Joseph Baur (1811–1899) übernahm das Kommando der Bürgerwehr. 
Johann Nicola Baur wurde 1848 in die preußische Nationalversammlung gewählt und 1849 Mitglied des Preußischen Abgeordnetenhauses für die Kreise Zell, Cochem und Adenau. Er trug deren Forderungen wie die nach der öffentlichen Anerkennung der Märzgefallenen, die Abschaffung des Adels und eine fortschrittliche Verfassung mit. Baur gehörte zu den Unterzeichnern der „Aufruhrproklamation.“ 
Um gegen die Arbeitslosigkeit in seiner Heimat anzukämpfen, hatte Baur 1848 zusammen mit verschiedenen Kompagnons eine Zigarrenfabrik gegründet. Vorwiegend in Heimarbeit bot sie etwa für hundert Arbeiter Beschäftigungsmöglichkeiten. 
Von 1862 bis 1867 gehörte Baur dem preußischen Parlament als Abgeordneter für die Kreise Schleiden, Malmedy und Monschau an. Er setzte sich dabei insbesondere gegen die soziale Not in der Eifel ein. Er konnte verschiedene Hilfsmaßnahmen erreichen. Insbesondere setzte sich Baur für die Erschließung der Eifel durch die Eisenbahn ein. Er veröffentlichte 1863 eine entsprechende Denkschrift und sprach auch im Landtag zu diesem Thema. Auch an agrarpolitischen Debatten beteiligte er sich. 
Im Landtag gehörte er unter anderem der „Kommission für brotlose Arbeiter“ sowie später der Finanzkommission an. 
Nach Baur ist in Breidscheid ein Platz benannt.